# 미국의 제2보병사단장
제2보병사단 지휘관 혹은 제2보병사단장은 미국 제2보병사단을 통솔하는 지휘관을 가리킨다.

## 개요
제2보병사단은 1950년에 발발한 한국 전쟁에 참가한 미국 육군의 사단이었다. 종전 협정이 맺어지자, 1954년에 한반도에서 떠나 미국 본토로 귀환한 후에는 알래스카 주, 워싱턴 주를 돌다가 1965년 7월 1일에 다시 주한 미군의 일원이 되었다. 1971년 4월에 제7보병사단과 제1군단이 워싱턴주, 포트 루이스로 귀환한 뒤로는 주한 미군에서 유일한 사단 전력을 통솔하는 지휘관 직책이 되었다.
2015년 4월 24일에 취임한 사단장 토머스 밴달부터는 한미연합사단의 사단장 직책도 겸직하게 되었다.  제8기계화보병사단 예하 제16기계화보병여단이 전시에 제2보병사단에 전속되는 전력으로 지정됨으로써, 대한민국 육군의 전투여단 하나를 부릴 수 있는 주한 미군의 지휘관 직책이 되었다.

## 역대 지휘관
| 사진 | 성명                                             | 취임             | 이임            | 참고 |
| ---- | ------------------------------------------------ | ---------------- | --------------- | --- |
|      | 준장 찰스 A. 도옌 Charles A. Doyen               | 1917년 10월 26일 | 1917년 11월 8일 | 제1차 세계 대전, 미국 해병대                                                                                            |
|      | 소장 오마르 분디 Omar Bundy                      | 1917년 11월 8일  | 1918년 7월 15일 | 제1차 세계 대전 |
|      | 소장 제임스 G. 하보드 James G. Harbord           | 1918년 7월 15일  | 1918년 8월      | 제1차 세계 대전 (웬델 C. 네빌Wendell C. Neville 미국 해병대 준장은 191년 7월 17일부터 22일까지 대행(ad interim)이었다.) |
|      | 소장 존 A. 레진John A. Lejeune                   | 1918년 8월       | 1919년 12월     | 제1차 세계 대전, 미국 해병대 (28 July 1918) (ad interim 26 July)                                                        |
|      | 대령 해리 A. 에턴 Harry A. Eaton                 | 1919년 12월      | 1920년 3월      | 대행 |
|      | 소장 제임스 G. 하보드 James G. Harbord           | 1920년 3월       | 1921년 7월      | |
|      | 소장 존 L. 하이네스 John L. Hines                | 1921년 7월       | 1922년 3월      | |
|      | 준장 에드워드 만 루이스 Edward Mann Lewis        | 1922년 3월       | 1923년 5월      | |
|      | 준장 데니스 E. 놀란 Dennis E. Nolan              | 1923년 5월       | 1923년 9월      | |
|      | 소장 에른네스트 하인드스 Ernest Hinds            | 1923년 9월       | 1925년 5월      | |
|      | 소장 폴 B. 말론 Paul B. Malone                   | 1925년 5월       | 1926년 9월      | |
|      | 소장 윌리엄 D. 코너 William D. Connor            | 1926년 9월       | 1928년 1월      | |
|      | 준장 토머스 G. 도널드슨 Thomas G. Donaldson      | 1928년 1월       | 1928년 5월      | |
|      | 준장 알버트 J. 본레이 Albert J. Bonley           | 1928년 5월       | 1933년 12월     | |
|      | 소장 할스테드 도리 Halstead Dorey                | 1933년 12월      | 1934년 10월     | |
|      | 준장 찰스 하우필드 Charles Howland               | 1934년 10월      | 1935년 4월      | |
|      | 소장 프랭스 C. 볼레스 Frank C. Bolles            | 1935년 4월       | 1935년 10월     | |
|      | 준장 알렉산더 T. 오버샤인 Alexander T. Overshine | 1935년 10월      | 1936년 4월      | |
|      | 소장 찰스 E. 킬보른 Charles E. Kilbourne         | 1936년 4월       | 1936년 6월      | |
|      | 소장 허버트 J. 브레스 Herbert J. Brees           | 1936년 6월       | 1936년 10월     | |
|      | 소장 제임스 K. 파슨스 James K. Parsons           | 1936년 10월      | 1938년 5월      | |
|      | 소장 프랭크 W. 로웰 Frank W. Rowell              | 1938년 5월       | 1939년 3월      | |
|      | 소장 윌리엄 K. 크루거 William K. Krueger         | 1939년 3월       | 1940년 10월     | |
|      | 소장 제임스 L. 콜린스 James L. Collins           | 1940년 10월      | 1941년 3월      | |
|      | 준장 에드문드 L. 달레이 Edmund L. Daley          | 1941년 3월       | 1941년 4월      | |
|      | 준장 존 그릴리 John Greely                       | 1941년 4월       | 1941년 11월     | |
|      | 소장 존 C. H. 리 John C. H. Lee                  | 1941년 11월 6일  | 1942년 5월 8일  | 제2차 세계 대전 |
|      | 소장 월터 M. 로버트슨 Walter M. Robertson        | 1942년 5월 9일   | 1942년 8월 1일  | 제2차 세계 대전, 사단 계보 갱신                                                                                         |

| 사진 | 성명                                              | 취임            | 이임            | 참고            |
| ---- | ------------------------------------------------- | --------------- | --------------- | --------------- |
|      | 소장 월터 M. 로버트슨 Walter M. Robertson         | 1942년 8월 1일  | 1945년 6월      | 제2차 세계 대전 |
|      | 준장 William K. Harrison                          | 1945년 6월      | 1945년 9월      | 제2차 세계 대전 |
|      | 소장 에드워드 M. 알몬드 Edward M. Almond          | 1945년 9월      | 1946년 5월      |                 |
|      | 소장 폴 W. 켄달 Paul W. Kendall                   | 1946년 5월      | 1948년 5월      |                 |
|      | 소장 해리 J. 콜린스 Harry J. Collins              | 1948년 6월 30일 | 1950년 4월      |                 |
|      | 소장 로렌스 B. 케이저 Laurence B. Keiser          | 1950년 4월      | 1950년 12월     | 한국 전쟁       |
|      | 소장 로버트 B. 맥클레 Robert B. McClure           | 1950년 12월     | 1951년 1월      | 한국 전쟁       |
|      | 소장 클라크 L. 루프너 Clark L. Ruffner            | 1951년 1월      | 1951년 8월      | 한국 전쟁       |
|      | 준장 토머스 F. 데스하조 Thomas F. Deshazo         | 1951년 8월      | 1951년 9월      | 한국 전쟁, 대행 |
|      | 소장 로버트 N. 영 Robert N. Young                 | 1951년 9월      | 1952년 5월      | 한국 전쟁       |
|      | 소장 제임스 C. 프라이 James C. Fry                | 1952년 5월      | 1953년 5월      | 한국 전쟁       |
|      | 소장 윌리엄 L. 바리거 William L. Barriger         | 1953년 5월      | 1954년 3월      | 한국 전쟁       |
|      | 소장 존 F. R. 세츠 John F. R. Seitz               | 1954년 3월      | 1954년 8월      |                 |
|      | 소장 로버트 L. 호즈 Jr. Robert L. Howze Jr.       | 1954년 8월      | 1954년 9월      |                 |
|      | 소장 토머스 S. 팀버먼 Thomas S. Timberman         | 1954년 9월      | 1955년 8월      |                 |
|      | 소장 폴 L. 프리맨 Jr. Paul L. Freeman, Jr.        | 1955년 8월      | 1956년 8월      |                 |
|      | 소장 제임스 F. 콜린스 James F. Collins            | 1956년 8월      | 1957년 2월      |                 |
|      | 준장 존 F. 루글레스 John F. Ruggles               | 1957년 2월      | 1957년 2월      |                 |
|      | 소장 길먼 C. 머겟 Gilman C. Mudgett               | 1957년 2월      | 1958년 6월      |                 |
|      | 준장 밀러 O. 페리 Miller O. Perry                 | 1958년 6월      | 1958년 7월      |                 |
|      | 소장 로버트 H. 위에네클 Robert H. Wienecke        | 1958년 7월      | 1960년 2월      |                 |
|      | 준장 밀러 O. 페리 Miller O. Perry                 | 1960년 2월      | 1960년 2월      |                 |
|      | 준장 윌이머 L. 하딕 William L. Hardick            | 1960년 2월      | 1960년 3월      |                 |
|      | 소장 프레테릭 W. 깁 Frederick W. Gibb             | 1960년 3월      | 1961년 6월      |                 |
|      | 준장 윌리엄 L. 하딕 William L. Hardick            | 1961년 6월      | 1961년 7월      |                 |
|      | 준장 찰스 H. 화이트 Charles H. White              | 1961년 7월      | 1961년 8월      |                 |
|      | 준장 로얄 레이놀드스 Royal Reynolds               | 1961년 8월      | 1961년 8월      |                 |
|      | 소장 찰스 H. 체이스 Charles H. Chase              | 1961년 8월      | 1962년 9월      |                 |
|      | 소장 찰스. 빌렝슬레아 Charles Billengslea         | 1962년 9월      | 1964년 9월      |                 |
|      | 소장 존 H. 치레스 John H. Chiles                  | 1964년 9월      | 1965년 7월      |                 |
|      | 소장 휴 M. 엑스턴 Hugh M. Exton                   | 1965년 7월      | 1965년 8월      |                 |
|      | 준장 로버트 R. 윌리엄스 Robert R. Williams        | 1965년 8월      | 1965년 8월      |                 |
|      | 소장 존 H. 치레스 John H. Chiles                  | 1965년 8월      | 1966년 7월      |                 |
|      | 소장 조지 G. 피케트 Jr. George B. Pickett Jr.     | 1966년 7월      | 1967년 5월      |                 |
|      | 소장 프랭크 C. 이제노르 Frank C. Izenour          | 1967년 5월      | 1968년 6월      |                 |
|      | 소장 르랜드 G. 카그윈 Leland G. Cagwin            | 1968년 6월      | 1969년 9월      |                 |
|      | 소장 살베 H. 마테슨 Salve H. Matheson             | 1969년 9월      | 1970년 10월     |                 |
|      | 소장 G. H. 우드와드 G. H. Woodward                | 1970년 10월     | 1971년 10월     |                 |
|      | 소장 제프리 C. 스미스 Jeffery C. Smith            | 1971년 10월     | 1973년 5월      |                 |
|      | 소장 헨리 E. 에머슨 Henry E. Emerson              | 1973년 5월      | 1975년 5월      |                 |
|      | 소장 J. R. 셔먼 J. R. Thurman                     | 1975년 5월      | 1976년 6월      |                 |
|      | 소장 모리스 J 브라디 Morris J. Brady              | 1976년 6월      | 1978년 1월      |                 |
|      | 소장 데이비드 E. 그랜지. Jr. David E. Grange, Jr. | 1978년 1월      | 1979년 6월      |                 |
|      | 소장 로버트 C. 킹스턴 Robert C. Kingston          | 1979년 6월      | 1981년 6월      |                 |
|      | 소장 제임스 H. 존슨 James H. Johnson              | 1981년 6월      | 1982년 11월     |                 |
|      | 준장 리 D. 브라운 Lee D. Brown                    | 1982년 11월     | 1982년 12월     |                 |
|      | 준장 해리슨 H. 윌리엄스 Harison H. Williams       | 1982년 12월     | 1982년 12월     |                 |
|      | 소장 제임스 H 존슨 James H. Johnson               | 1982년 12월     | 1983년 7월      |                 |
|      | 소장 헨리 닥터 Jr. Henry Doctor Jr.               | 1983년 7월      | 1985년 8월      |                 |
|      | 소장 게리 E. 럭 Gary E. Luck                      | 1985년 8월      | 1986년 12월     |                 |
|      | 소장 잭 B. 파리스 Jack B. Farris                  | 1986년 12월     | 1988년 6월      |                 |
|      | 소장 잭 D. 우달 Jack D. Woodall                   | 1988년 6월      | 1989년 11월     |                 |
|      | 소장 카를 G. 마쉬 Caryl G. Marsh                  | 1989년 11월     | 1991년 6월      |                 |
|      | 소장 제임스 T. 스콧 James T. Scott                | 1991년 6월      | 1993년 5월      |                 |
|      | 소장 존 N. 에이브람스 John N. Abrams              | 1993년 5월      | 1995년 3월      |                 |
|      | 소장 토미 r. 프랭크스 Tommy R. Franks             | 1995년 3월      | 1997년 5월      |                 |
|      | 소장 마이클 B. 셔필드 Michael B. Sherfield        | 1997년 5월      | 1998년 9월      |                 |
|      | 소장 로버트 F. 디스 Robert F. Dees                | 1998년 9월      | 2000년 9월      |                 |
|      | 소장 러셀 L. 오노레 Russel L. Honoré              | 2000년 9월      | 2002년 7월      |                 |
|      | 소장 존 R. 우드 John R. Wood                      | 2002년 7월      | 2004년 9월      |                 |
|      | 소장 조지 A. 히긴스 George A. Higgins             | 2004년 9월      | 2006년 5월      |                 |
|      | 소장 제임스 A. 코긴 James A. Coggin               | 2006년 5월      | 2007년 11월     |                 |
|      | 소장 존 W. 모건 3세 John W. Morgan III            | 2007년 11월     | 2009년 10월     |                 |
|      | 소장 마이클 s. 터커 Michael S. Tucker             | 2009년 10월     | 2011년 9월      |                 |
|      | 소장 에드워드 C. 카돈 Edward C. Cardon            | 2011년 9월      | 2013년 6월      |                 |
|      | 소장 토머스 S. 밴달 Thomas S. Vandal              | 2013년 6월      | 2015년 4월 24일 |                 |
|      | 소장 테오도르 D. 마틴 Theodore D. Martin          | 2015년 4월 24일 | 2017년 7월 18일 |                 |
|      | 소장 데니스 스콧 맥킨 Dennis Scott McKean         | 2017년 7월 18일 | 현재            |                 |

## 참고 자료
- “2d Division (RA) Commanders” (영어). 미국 육군 역사관. 2008년 1월 22일에 원본 문서에서 보존된 문서. 2018년 6월 4일에 확인함.
- “Order of Battle of the United States Army World War II: European Theater of Operaions - Divisions”. 미국 육군 역사관. 2014년 10월 21일에 원본 문서에서 보존된 문서. 2014년 11월 7일에 확인함.